# Котовщина (Дубровенский район)
Котовщина (бел. Ко́таўшчына) — деревня в Дубровенском районе Витебской области Республики Беларусь. В составе Волевковского сельсовета.

## География
Ближайшие населённые пункты Александрия (Дубровенский район, Витебская область), Филаты (Смоленская область),  Клименты (Смоленская область) и др.

### Гидрография
Недалеко от деревни протекает река Мерея.

## История
С 1910 года в Холбнянской волости Горецкого уезда Могилёвской губернии Российской империи.

## Население

### Численность
- 2009 год — 12 жителей

### Динамика
- 1910 год — 27 дворов, 109 муж., 101 жен.[2]
- 1999 год — 52 жителей (перепись населения)
- 2009 год — 12 жителей (перепись населения)[2]

## Улицы
- Центральная